# Гини ван Катвијк
Гини ван Катвијк (рођена 1985) је холандска скакачица у воду.

## Каријера
Дебитовала је у светској серији Ред Була у Сен Рафаелу, Француска 2021. године, поставши први скакач из Холандије,  као и први брачни пар, са супругом Метом Купером, који се такмичио на серији Ред Була .  Ван Катвијк је био пети у скоку у воду на Европском првенству у воденим спортовима 2022 . 
2023. године, Купер и ван Катвијк постали су први брачни пар који се такмичио на Светском купу у воденим спортовима.  Заузела је једанаесто место, са 232,70 бодова, на Светском првенству у скоковима у воду у Фукуоки, Јапан .  Ван Катвијк је заузела четрнаесто место на 20 метара за жене на Светском првенству у воденим спортовима 2024. у Дохи.  Заузела је друго место на такмичењу у Северној Ирској на Светској серији Ред Бул у скакању 2024, што је њено прво место на подијуму на Ред Бул догађају. 

## Живот
Ван Катвијк је удата за Мета Купера, америчког скакача у воду. Упознали су се док су се обоје такмичили на универзитетском роњењу у Тексасу, ван Катвијк је ронила за Универзитет у Хјустону и Купер за Универзитет Тексаса у Остину . Купер је запросио 2016, а пар се венчао две године касније. 